# Самарский государственный университет
О новом объединённом университете см. статью «Самарский национальный исследовательский университет имени академика С. П. Королёва»
Самарский государственный университет (разг. — Госуниверситет, сокр. — СамГУ) — ранее существовавший университет в городе Самаре.
11 ноября 2015 года СамГУ был присоединён к Самарскому государственному аэрокосмическому университету, позже объединённый вуз был переименован в «Самарский национальный исследовательский университет имени академика С. П. Королёва».

## История
Июнь 1918 г. Создание Комитета членов Всероссийского Учредительного собрания, который 10 августа 1918 г. издал приказ № 216 об открытии Самарского государственного университета с предоставлением права открывать и факультеты, и отделения.
Первый ректор — профессор А. П. Нечаев.
Открытие историко-филологического факультета.
Январь 1919 г. Открытие естественно-медицинского факультета, из которого 30 декабря 1919 г. выделился физико-математический факультет, а 17 мая 1920 г. — агрономический факультет, в 1920 г. преобразованный в Самарский сельскохозяйственный институт.
В декабре 1919 г. Создание Рабочего факультета (рабфака).
В 1927 г. из-за финансовых трудностей университет был закрыт.
В середине 1960-х гг. резко возросла потребность в специалистах университетского профиля, остро встал вопрос о возрождении университета.
14 декабря 1966 г. Принятие Постановления Совета Министров СССР «Об организации Куйбышевского государственного университета».
С 1969 по 1985 г. Создание материальной базы вуза. Развитие научных направлений при поддержке со стороны Московского Государственного Университета им. М. В. Ломоносова, Санкт-Петербургского (Ленинградского) государственного университета, Саратовского государственного университета и др.
По итогам национального рейтинга в 2009 году СамГУ занимал 21 место в общем рейтинге российских университетов.
По результатам исследования Статэксперта университет был включён в реестр «Надёжная репутация» и стал лауреатом межрегионального конкурса «Лучшие вузы ПФО 2014 года». В 2014 году агентство «Эксперт РА», включило вуз в список лучших высших учебных заведений Содружества Независимых Государств, где ему был присвоен рейтинговый класс «D».

## Ректоры университета

### 1920-е годы
- А. П. Нечаев, д. п. н. (1918—1919, 1920—1921)
- В. Н. Ивановский, российский и советский философ, деятель университетского образования (1919—1920)
- П. П. Фридолин, профессор (1921—1923)
- Е. Л. Кавецкий, доктор медицины, патологоанатом, психиатр, эпидемиолог (1924—1927)

### Возрождённый университет
- А. И. Медведев, к. и. н. (1969—1973)
- С. И. Мешков, д. ф.-м. н. (1973—1977)
- В. В. Рябов, д. и. н. (1977—1984)
- Л. В. Храмков, д. и. н. (1984—1994)
- Г. П. Яровой, д. ф.-м. н. (1994—2009)
- И. А. Носков, д. п. н. (2009—2014)
- И. К. Андрончев, д. т. н. (и. о.) (30.04.2014[5] — 11.11.2015)

## Пресса
- «Вестник Самарского государственного университета». Журнал выходит c 1995 года, издаётся в трёх сериях (Естественнонаучная серия, Гуманитарная серия, серия «Экономика и управление»). «Вестник Самарского государственного университета» включен ВАК РФ в Перечень ведущих научных журналов и изданий, выпускаемых в РФ, в которых должны быть опубликованы основные научные результаты диссертаций на соискание ученой степени доктора наук.
- Газета «Самарский университет» и сайт «Госуниверситет»

## Известные выпускники
См. категорию Выпускники СамГУ
- Алексушин, Глеб Владимирович[6] — российский учёный-историк, преподаватель истории, журналист, экскурсовод, краевед. Доктор исторических наук.
- Иванов, Владимир Витальевич[7] — российский политический деятель, в 2007―2008 гг. ― и. о. мэра Тольятти.
- Муратов, Дмитрий Андреевич[8] — российский журналист, один из основателей и бывший главный редактор (с февраля 1995 по ноябрь 2017) «Новой газеты», лауреат Нобелевской премии мира (2021).
- Романов, Павел Васильевич[9] — российский социолог, доктор социологических наук, профессор кафедры социально-экономических систем и социальной политики Национального исследовательского университета «Высшая школа экономики».
- Слабунова, Эмилия Эдгардовна[10] — российский политический деятель, председатель российской объединённой демократической партии «Яблоко» (с 2015 года), депутат V, VI и VII созывов Законодательного собрания Республики Карелия с 4 декабря 2011 года, член фракции «Яблоко».
- Матвеев, Михаил Николаевич — российский историк, оппозиционный политик, депутат Государственной Думы от КПРФ.
- Фейгин, Марк Захарович  — российский политик и юрист, заместитель мэра Самары (1997—2007), ведущий YouTube-канала «Фейгин Live».